# アフメド・アブディ・ハブサデ
アフメド・アブディ・ハブサデ (Axmed Cabdi Xaabsade, Ahmed Abdi Habsade) は、プントランド、ソマリランドの政治家。元ソマリア軍人で、ソマリランドの建国に尽力してソマリランド衆議院の議長に就任。しかしソマリランド大統領と対立し、ラス・アノドに戻ってプントランドの設立に参加した。1998年にプントランドの内務長官に就任したが、2006年にプントランド大統領となったマハムド・ムセ・ヘルシと対立し、2007年に解任された。その2007年、ラス・アノドにソマリランド軍を引き入れ、ソマリランドがスール地域を実効支配するきっかけを作った。2008年からソマリランドの各種長官を歴任した。2014年にガースがプントランド大統領になると再びプントランドに帰属した:68。

## 略歴

### 出生
ハブサデはソマリ人のデュルバハンテ氏族のファラー・ガラド支族のバハラサメ支族出身:68。

### ソマリランド建国
ハブサデは1993年のボラマ会議でソマリランド衆議院の2代目議長に就任:68。しかしソマリランド大統領となったイブラヒム・エガルと対立した。
1996年にラス・アノドに戻ってプントランドの設立に参加した:68。

### プントランド建国
1997年にハブサデは衆議院議長を解任された。
1998年7月、プントランドの建国が宣言され、アブドゥラヒ・ユスフが初代大統領となった。ユスフ大統領は9人の政府長官を任命し、ハブサデは内務長官に就任した:68。

### ソマリランドに移籍
プントランド建国以来、ソマリランドとプントランドの間にあるスール地域の帰属は曖昧だった。しかし2002年にソマリランド前大統領の病死で臨時大統領となっていたダヒル・リヤレ・カヒンが翌年の大統領選挙対策のためラス・アノドを不用意に訪れ、それに刺激されたプントランドは同じ2002年に軍を送ってラス・アノドを軍事占領した。しかしその後のプントランドはソマリア暫定連邦政府（後のソマリア連邦政府）の設立に力点を置いたため、スール地域の住民はプントランド政府がスール地域の経営を怠っていると考えた:68。
2007年、ハブサデがソマリランドとプントランドの両方から独立した地方行政をボーホードレ地域に設立しようとしているというニュースが流れた。プントランド大統領のマハムド・ムセ・ヘルシはハブサデを首都ガローウェに呼び戻し、内務長官職から解任した:68。2007年10月、ラス・アノドでハブサデに近い立場のデュルバハンテの民兵がラス・アノドに入り、親プントランド派の民兵と戦闘となった。このため、住民数千人が逃げ出し、デュルバハンテ氏族の族長たちのほとんども逃亡した。以後しばらくハブサデはラス・アノドに住んだ。なお、ヤゴリに住む氏族も親ソマリランド側として戦闘に参加しており、ラス・アノドの支配権をめぐってハブサデと対立した。その後、ラス・アノドにはソマリランド本軍が入り、以後は2021年現在までソマリランドが一貫して実効支配している:68。
2008年にソマリランドの公共事業住宅長官となり、2012年6月にロンドンで開催されたソマリランドとソマリア連邦政府との対話に政府代表の一人として参加した。
2011年2月、ハブサデはソマリランド情報長官に就任。
2011年8月、カラバイド市長のMahad Cali Samatarは、ハブサデに違法に解任されたとして、非難した。
2012年1月、デュルバハンテ氏族は、スール地域にソマリランドからもプントランドからも独立した地方政府「チャツモ国」の設立を宣言した。ハブサデはこれに対し、ソマリランドはチャツモ国を承認しないと宣言した。この頃にはハブサデは、あまりにも頻繁にソマリランドとプントランドを行き来していたとして、一族からの信頼を失っていた:104。
2012年3月、ソマリランドのシランヨ大統領は内閣改造を発表し、ハブサデはIsmaaciil Muumin Aarの後を継いで公共事業長官となった。
2012年5月、トルコでソマリアに関する会議が行われた。ソマリランドからは政府長官4人が参加を表明し、3人は便宜的に外国のパスポートで入国したが、ハブサデはソマリランドのパスポートの使用を押し通し、トルコ政府からビザの発給を拒否された。
2013年5月、スール地域のラス・アノドでもソマリランドの独立記念式典が行われ、ハブサデも演説した。

### プントランドに移籍
2013年6月、シランヨ大統領は内閣改造を発表し、ハブサデは公共事業長官から「選挙に関する大統領顧問」に異動となった。後任の公共事業長官はアブディリサク・カリフ。ハブサデはこの人事に不満だったと言われている。また、デュルバハンテ居住地域で反政府活動「SSC運動」のリーダーだったサレバン・イセ・アフメド・ハグラトシエがソマリランドに帰属したことにより、ハブサデの影響力は低下した。
2014年8月、ハブサデはエチオピアのジジガでプントランドのガース大統領と会談した後、再びプントランドに戻ることを決め、エチオピアのガルドゴブを経由して、プントランドの首都ガローウェの昼食会に出席した。BBCのインタビューに対して「政治からは引退するが、プントランドから要請されれば政府に仕える準備がある」と回答している。
その後しばらくエチオピアソマリ州のワルデルに滞在し、9月にプントランドのブルサラに入った。10月にプントランド議会の開会式で演説している。
2015年6月、プントランド大統領のガース大統領と副大統領のアブディハキム・アブドゥラヒ・アメイは、ハブサデの待遇を巡って対立した。ガース大統領はハブサデの入閣を主張したが、アメイ副大統領はデュルバハンテの有力氏族が許さないだろうとの理由で反対した。なお、プントランド副大統領は代々デュルバハンテ氏族から選ばれている。
2016年3月、ハブサデは2016年ジブチ大統領選挙に関して、プントランドのアメイ副大統領と共に現職のイスマイル・オマル・ゲレを支持する集会に出席。
2016年6月、ハブサデは2016年ソマリア連邦議員選挙において、プントランドに割り当てられた上院11議席のうちの1つを獲得した。同じ6月、ハブサデはダルカイン・ゲーニョで発生している氏族の争いを止めさせるため、デュルバハンテのコミュニティが協力するよう呼び掛けている。
2020年1月、プントランド副大統領のアフメド・イルミ・イスマンと大統領のサイード・アブドゥラヒ・デニとの対立があり、その解消のためスール地域のHadhwanaagで両者とプントランド政府高官が会議を行った。その会議にハブサデは「政治家（Siyaasi）」の立場で参加した。